# 朱存機
秦景王朱存機（1595年9月8日—1641年3月17日），是明朝秦肅王朱誼漶庶三子，生母次妃張氏。《明史》未有記載他的襲封，但在《明實錄》中有他封郡王的記錄，《咸宁县志、陵墓志》与《陝西通志》一書則載有他的名字及襲封。据现存陕西省西安市长安区博物馆院内的《大明宗室秦景王墓志》记载朱存机生于万历二十三年八月初五日（1595年9月8日）。崇祯二年九月初一日（1629年10月16日）册封为秦世子，崇祯十二年六月二十五日（1639年7月25日）袭封为秦王。崇祯十四年二月初七日（1641年3月17日）未时以疾薨逝，享年四十有七。女一未适。無子，由他的弟弟朱存極繼承秦王。崇祯十五年正月初三日（1642年2月1日）葬于韦曲里之阳。

## 圹志
| 無 原因：明政府封之 | 明某國國王 ？年－1629年   | 無 原因：封秦世子，封國廢除 |
| 前任： 父肅王朱誼漶 | 明秦國國王 1639年－1641年 | 繼任者： 弟朱存極           |